# AGM (технология)

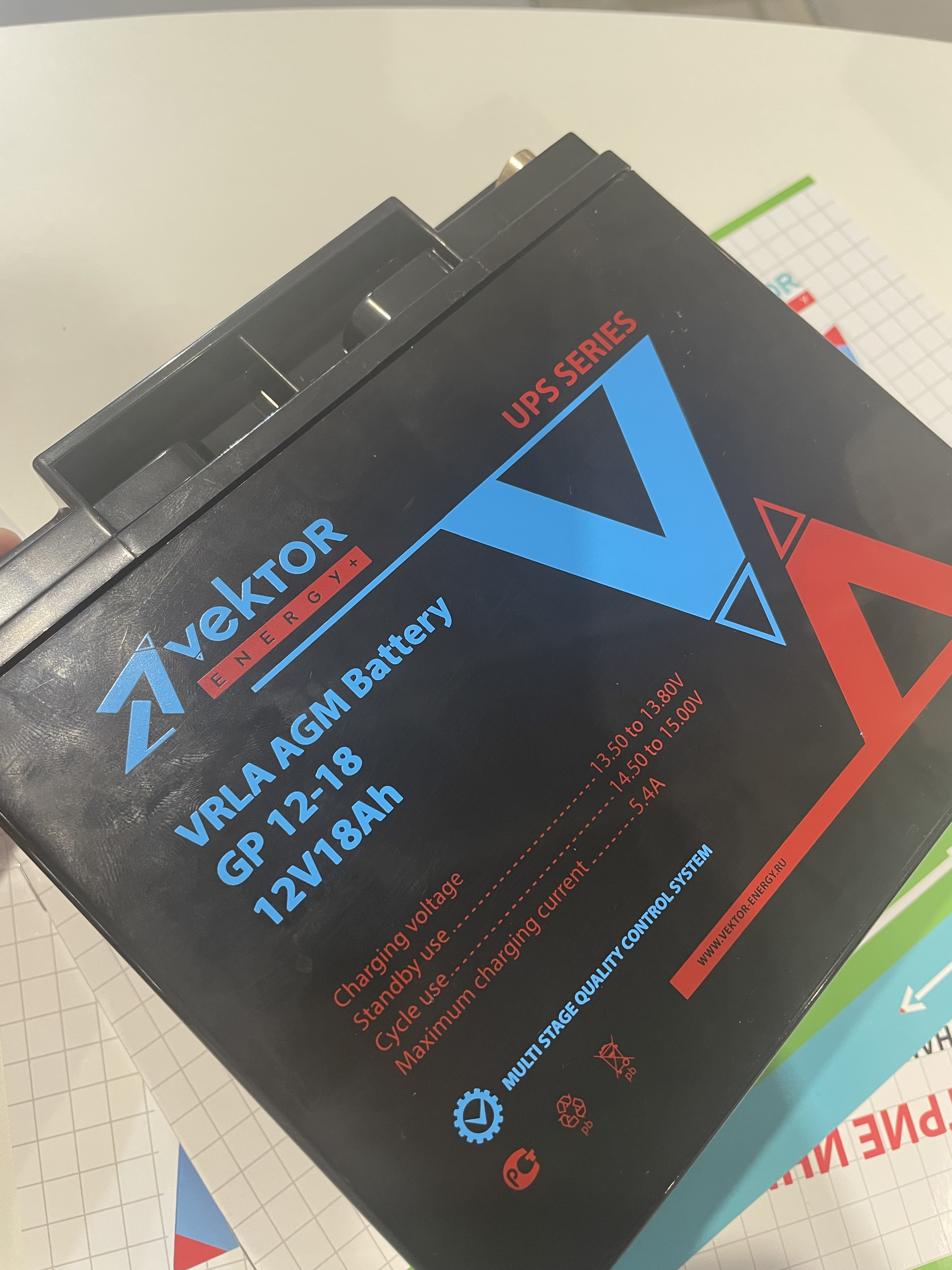
AGM аккумулятор VRLA

AGM (Absorbent Glass Mat) — это технология изготовления свинцово-кислотных аккумуляторов, созданная инженерами американской компании Gates Rubber Company в начале 1970-х годов. Отличие батарей AGM от классических в том, что в них содержится абсорбированный электролит, а не жидкий, что даёт ряд изменений в свойствах аккумулятора.
AGM, как и гелевые аккумуляторы, относятся к классу свинцово-кислотных аккумуляторов с регулируемым клапаном.

## Описание технологии

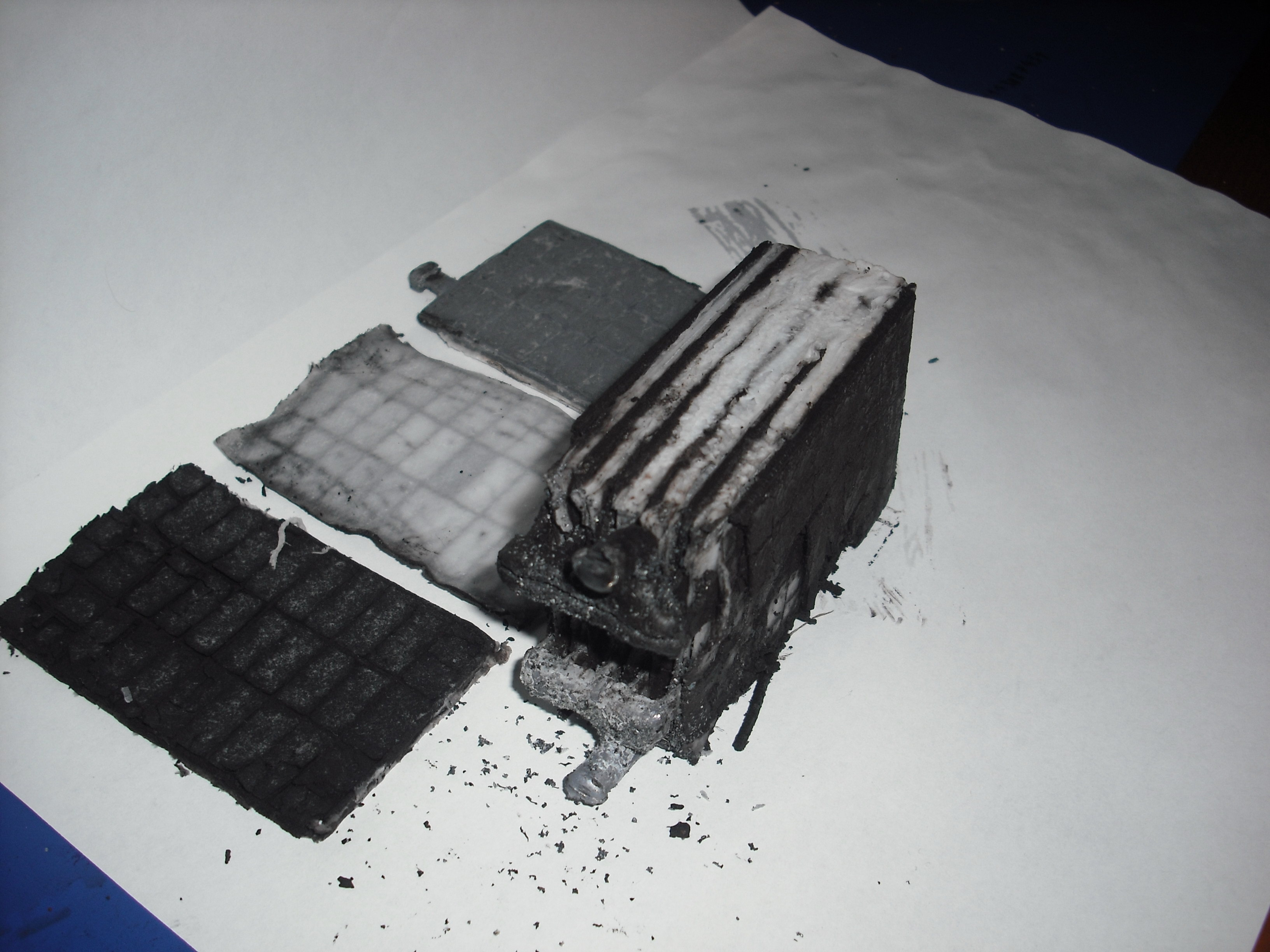
Разобранный аккумулятор изготовленный с применением технологии AGM

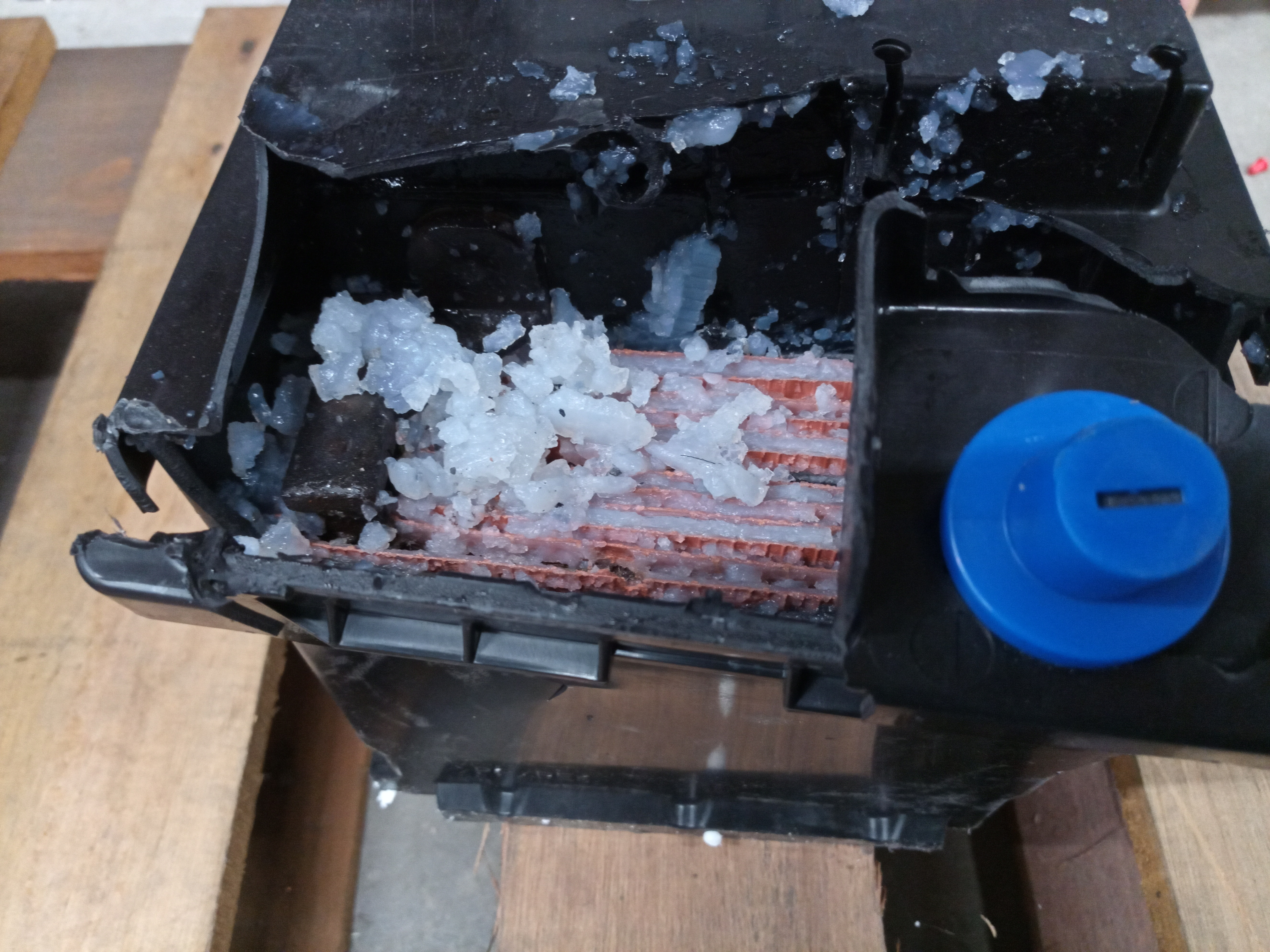
Случайно разбитая гелевая батарея с белыми кубиками застывшего электролита на пластинах.

Классический свинцово-кислотный аккумулятор — это корпус, разделённый на отсеки. В отсеки залит электролит — раствор серной кислоты, и в этот раствор погружены пластины, 
разделённые сепараторами — микропористым пластиком, между положительными и отрицательными пластинами протекает ток. Технология AGM использует пропитанный жидким электролитом пористый заполнитель отсеков корпуса из стекловолокна. Микропоры этого материала заполнены электролитом не полностью. Свободный объём используется для рекомбинации газов.
С точки зрения химии процессов, AGM-батареи ничем не отличаются от обычных свинцово-кислотных батарей с несвязанным жидким электролитом. Все отличия носят исключительно конструкционно-технологический характер, и все достоинства AGM являются следствием специальных технических решений, направленных на устранение известных проблем классической конструкции.
Аккумуляторы, производимые с использованием технологии AGM, изготавливаются в спиральной или плоской конфигурации. Серия продукции со спиральной конструкцией блоков производится в основном в Северной Америке, а с плоской конфигурацией электродов — и в Северной Америке, и в Европе. Спиральные элементы обладают большей площадью поверхностного контакта, что даёт возможность кратковременно выдавать бо́льшие токи и быстрее заряжаться. Однако обратной стороной является уменьшение удельной ёмкости аккумулятора (соотношение электрической ёмкости и размеров) по сравнению с плоской конфигурацией. Обе технологии являются перспективными и могут использоваться для поставки автопроизводителям в качестве компонентов OEM. В настоящий момент наиболее распространены автомобильные аккумуляторы AGM с плоской конфигурацией блоков. Спиральные блоки SpiraCell были запатентованы шведской компанией Optima Batteries, в 2000-м году приобретённой американским производителем автокомплектующих и запасных частей Johnson Controls, и не могут использоваться без лицензирования, в отличие от плоских блоков.
Таким образом, увеличенный возможный ток заряда и разряда батарей AGM зависит от технологии производства. Батареи с плоскими элементами, как правило, имеют параметры тока, сходные с такими же батареями классической конструкции.

## Преимущества
Аккумулятор, произведённый по технологии AGM, имеет перед классическими аккумуляторами ряд преимуществ, полученных за счёт такой технологии. В частности, повышенную (но не полную) устойчивость к вибрации; отсутствие необходимости в обслуживании (за исключением проверки степени заряженности и подзарядки стационарным устройством); установка практически в любом положении (установка вверх дном не рекомендуется из соображений безопасности ввиду верхнего расположения клапанов). Некоторые производители заявляют увеличенную производительность таких АКБ или высокий пусковой ток.
- Конструкция, не требующая обслуживания.
- Значительно меньший саморазряд в сравнении с современными свинцово-кислотными батареями.
- До 2,5 раз большая скорость заряда в сравнении с современными свинцово-кислотными батареями.
- Из-за высокой скорости заряда подходят для автомобилей с системой «старт-стоп».
- Способность хорошо принимать заряд, в сравнении с другими видами свинцово-кислотных батарей, уменьшает негативный эффект постоянного неполного заряда генератором батареи в городских условиях эксплуатации автомобиля, приводящего к преждевременному выходу АКБ из строя.
- Менее чувствительны к кратковременному «глубокому» разряду, в отличие от кальциевых (Ca/Ca) свинцово-кислотных аккумуляторов.
- Конструкция герметизированная и имеет клапанную регулировку, предотвращает утечку кислоты и коррозию клемм.
- Более безопасная работа: при правильной зарядке батарей исключается возможность выделения газов и опасность взрыва.
- Герметизированная конструкция позволяет устанавливать батарею почти в любом положении (вверх дном не рекомендуется).
- Уверенная работа при низких температурах в зависимости от технологии до −30 °С (ниже возможна кристаллизация электролита разряженной батареи и как следствие снижение срока службы ввиду повреждения активной поверхности).
- Увеличенный срок службы в условиях повышенной вибрации.

## Недостатки
- Большая масса (относится ко всем свинцово-кислотным аккумуляторам)
- Для их зарядки могут потребоваться специальные зарядные устройства[3]. Однако, принципиально, зарядка таких батарей не отличается от батарей с жидким электролитом - используются те же ограничения силы тока и такое же ограничение напряжения. Более того, многие AGM батареи имеют увеличенную площадь рабочих пластин и  способны без последствий принимать токи в несколько раз большие, нежели рекомендованные для классических батарей - см. рекомендации заряда от производителя конкретной батареи. И в таком случае, заряд их может быть существенно ускорен. Как правило, ограничением выступает напряжение 15 В и температура батареи выше 50 - 55 °C. При классическом напряжении 14,4 В данные батареи так же заряжаются, не приводя к заметной диссоциации воды электролита и, следовательно, потери её части, не задержанной рекомбинацией в порах стекловолоконных матов. По этим причинам AGM-батареи с успехом применяются в автотранспорте, где рабочее напряжение бортсети как правило не превышает 14,5 В.
- Не должны храниться в разряженном состоянии, напряжение каждого из элементов батареи не должно упасть ниже 1,8 В[4] (относится ко всем свинцово-кислотным аккумуляторам)
- Крайне чувствительны к превышению напряжения заряда (свыше 2,53 В для одного аккумулятора). Относится ко всем необслуживаемым свинцово-кислотным батареям, но AGM особенно, из-за отсутствия «запаса» электролита в силу конструктивных особенностей.
- Дают заметное падение напряжения на морозе при нагрузке, как и все свинцово-кислотные аккумуляторы.
- Они обеспечивают число полных (70 %) циклов разряда до 500 — подходит для резервного питания[4]. В зависимости от марки и модели, число циклов варьируется от 100 до 4000.
- Оксид свинца, содержащийся в них, токсичен, что делает их опасными для окружающей среды (относится ко всем свинцово-кислотным аккумуляторам).
- Более высокая цена по сравнению с аккумуляторами с жидким электролитом, но более низкая, чем у аккумуляторов, изготовленных по технологии GEL (у которых электролит желеобразный). Последние имеют ряд преимуществ[4] и недостатков.
- Практическая невозможность корректировки плотности электролита или его замены. Является следствием свойства полной необслуживаемости.